# Мальчиково
Ма́льчиково (рос. Мальчиково) — присілок в Можгинському районі Удмуртії, Росія.
Урбаноніми:
- вулиці — Дорожня, Молодіжна, Починочна

## Населення
Населення — 90 осіб (2010; 115 в 2002).
Національний склад станом на 2002 рік:
- удмурти — 73 %
- росіяни — 26 %